# Староложниково
Староложниково — исчезнувшая деревня в Венгеровском районе Новосибирской области России. На момент упразднения входила в состав Павловского сельсовета. Исключена из учётных данных в 1987 году.

## География
Располагалась на реке Изес выше места впадения в нее реки Курезка, в 12 км к юго-западу от села Павлово.

## История
В 1928 году деревня Старо-Ложниково состояла из 122 хозяйств. В административном отношении являлась центром Старо-Ложниковского сельсовета Меньшиковского района Барабинского округа Сибирского края.  В деревне располагалась школа 1-й ступени.
Решением Новосибирского облисполкома от 23.04.1987 г. № 208 деревня исключена из учётных данных как фактически не существующая.

## Население
По переписи 1926 г. в деревне проживало 627 человек (307 мужчин и 320 женщин), основное население — русские.